# Mission Paradis
Pour les articles homonymes, voir Come as You Are (homonymie).
Pour plus de détails, voir Fiche technique et Distribution.
Mission Paradis (Come as You Are) est un film américain, sorti en 2019. Il s'agit d'un remake de Hasta la vista. 

## Fiche technique
- Titre : Mission Paradis
- Titre original : Come as You Are
- Réalisation : Richard Wong
- Scénario : Erik Linthorst
- Musique : Jeremy Turner
- Pays d'origine : États-Unis
- Genre : comédie dramatique
- Date de sortie : 2019

## Distribution
- Grant Rosenmeyer : Scotty
- Hayden Szeto : Matt
- Ravi Patel (VF : Daniel Lafourcade) : Mo
- Gabourey Sidibe (VF : Fily Keita) : Sam
- Janeane Garofalo (VF : Isabelle Leprince) : Liz
- C. S. Lee (VF : Fabien Jacquelin) : Roger